# 2008年のチベット騒乱

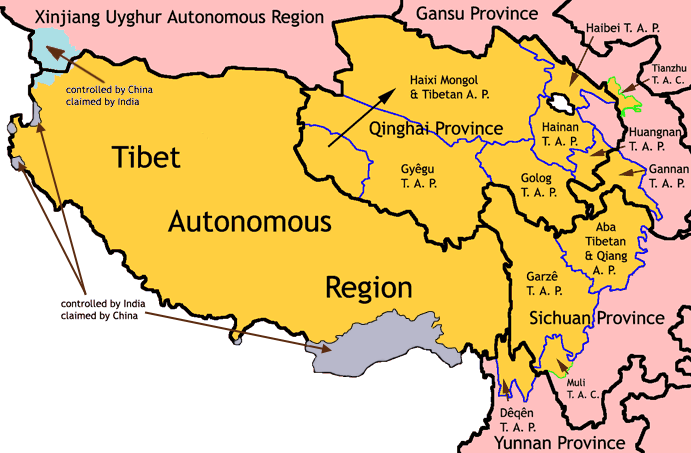
オレンジ色の地域がチベット民族が居住している地域

2008年のチベット騒乱（にせんはちねんのチベットそうらん）は、2008年3月10日に中華人民共和国チベット自治区ラサ市において、チベット独立を求めるデモをきっかけとして発生した暴動を指す。
ラサ市内の暴動は3月16日までに鎮圧されたが、チベット民族が居住する四川省・青海省・甘粛省などに暴動が飛び火し、欧米や日本、インド、ネパール等でもチベット難民とその支援者達による中国への抗議活動が繰り広げられた。

## 暴動を巡る報道
中国当局が国外および香港の報道機関の同地域への入境および報道を規制したために 情報が不足しており、正確な暴動の詳細を掌握するのは極めて困難であり、中国政府当局とチベット亡命政府の両当事者による発表や、伝聞情報に基づいた大手マスコミの報道が大部分を占めていた。
ラサ暴動の発生直後に伝えられた各種の情報のうち、第三者による証言は、暴動発生時に中国当局からラサ市内での一週間の滞在取材を許可されていたエコノミスト紙の特派員ジェームズ・マイルズ記者の報告など、極めて限定されたものしか残されていない。
暴動発生直後の報道は、チベット亡命政府の発表をそのまま引用・転載した内容を掲載したBBCやCNNに代表される欧米メディアの報道と、これに対する中国政府の反論の応酬が続いた。

## 概要

### ラサ市内での暴動
ラサ市内での暴動発生原因として、チベット亡命政府内の急進独立派であるチベット青年会議(TYC・藏青会)と、これを支援する国境無き記者団などの欧米の支援団体は、2008年8月の北京五輪を前に、中国政府が強硬な鎮圧に出られない事を見越して、チベット独立を求める大規模なデモをラサ市で実行し、これにチベット亡命政府に好感を持っている複数のジャーナリストをアテンド取材させてチベット問題への国際的な注目を集める事を企画していた事が知られている。
最初の動きはチベット自治区のラサ市において、1959年のチベット蜂起から49年目に当たる2008年3月10日に合わせて開始された。
当初チベット亡命政府はラサ市で行われたのは平和的なデモだったと主張しており、ダライ・ラマ14世もこれに理解を示す声明を出していたが、英エコノミスト紙のジェームズ・マイルズ記者の「私がラサで見たのは、計画的で特定の民族グループを標的とした暴力であり、その対象とされた民族グループは、ラサで最も人口の多い漢族と、少数派の回族だった」との証言 から計画的な暴動であったことが明らかとなった。暴徒達が長剣やナイフで武装して銀行、漢族や回族の商店を襲撃して略奪・放火・暴行を行う様子はCCTVを通じて世界中に配信されると、当初は”デモ”に対して好意的な報道を行っていたBBCも一変して”暴動”を批判する報道を行うようになった。
マイルズ記者が事態を目撃していた事が3月19日に明らかになると、ダライ・ラマ14世は「暴徒は中国兵が僧侶に変装したもの」 と主張を一変し、チベットの運動家はその証拠写真として中国軍兵士が僧侶に変装しているような様子の写真を提示した。しかしこの写真はすぐに映画の一シーンの抜き出しであることが明らかになった。
チベット亡命政府から正確な情報を伝えられていなかった事に気付いたダライ・ラマ14世は、米国への訪問時にシアトルの地元新聞社とのインタビューで、今回の暴動はチベット亡命政府内の“若者達”が自らの中道路線に不満を持ち、これが暴走した結果という見解を示し、中国側の発表した暴動とチベット青年会議との関係を認め、以降は一転して暴力に反対する意を示した。
現地の目撃者の女性は、ラサにある小さな寺院の付近で、警官によりデモを停止された後に、僧侶らがパトカーに放火したと述べた。「僧侶らはまだ抵抗を続けている。パトカーと軍用車両が燃やされた。泣き叫んでいる人々がいる」と述べた。
これらの暴動が過激化したため、3月16日までに武警・公安部隊が催涙ガス やゴム弾など非致死性兵器を使用して暴徒を解散させた。
中国政府は、暴徒が多数の僧侶に扇動されていると考え、ラサ市内にある3箇所の大僧院を封鎖し僧侶達を幽閉し、3月17日に街頭スピーカーから暴動参加者へ対する、自首による罪の減免措置が通告され、多くの者はこれに応じて自主的に公安局へ出頭し、暴動は市街の多くを破壊して終焉した。

### 四川省 アバ州での暴動
3月16日、四川省アバ州において、ラサ市内でチベット人が回族を襲撃した事への危機感と、回族の犠牲者に与えられた残虐行為の噂が回族住民の怒りに火を付け、独立派チベット族の開いていた集会を襲撃した事に始まり、銃撃を含む衝突が発生した。
アバ州での暴動発生直後に、チベット亡命政府は中国軍の鎮圧で20名の犠牲者が出たと発表し、ローマ教皇庁外国伝道団機関紙である『AsiaNews』がこれを報じた が、この報道に対する事実関係の確認は、いまだに行われていない。
中国政府は軍事産業が集中する四川省という重要な地域での民族間対立が表面化した事と、他の地域にも存在する民族間対立への飛び火や、なにより新疆のイスラム過激派が対立に乗じて回族への影響力を強める事を恐れて、中国人民武装警察部隊や公安部隊を急遽派遣して衝突を沈静化させた。

### 犠牲者数を巡る応酬
中国政府の暴動鎮圧活動に際して、チベット亡命政府は少なくとも140名以上の多くのチベット人が虐殺されたと主張している。対して中国の新華社通信は、チベット亡命政府の主張する犠牲者140人は裏付けが取れず、名前が公表された40名に関しては、所在地として記載された住所自体が存在する者はわずか5名で、住所と住民の姓名が一致する者は皆無だと主張し、中国政府は暴動全体での死亡者は22名だったと主張している。
2008年4月2日の「人民網日本語版」によると、現地に潜入していたチベット青年会議の中心メンバーは、青海省を逃走中に公安局に発見され、銃撃戦の末に射殺されたが、この際公安局のチベット人将校も死亡したと発表している。また、各地の寺院内に秘匿されていた武器・弾薬や爆薬などが発見された事を発表している。
4月3日夜に起きた四川省カンゼ・チベット族自治州での騒乱では、香港各紙は僧侶を含む8人が死亡したと報じている。米政府系のラジオ・フリー・アジアは目撃者の情報として、15人が死亡、数十人の負傷者が出ていると伝え、中国の国営通信新華社は、地元当局者1人が重傷を負ったとしている。騒乱の原因について、ラジオ・フリー・アジアは消息筋からの情報として、3日朝にチベット人住民が地元の警察当局からダライ・ラマ14世の写真を掲げないよう求められたことに反発したことが発端だったと報じた。
2008年4月29日には、チベット亡命政府は死者数203人、負傷者は1千人以上、5715人以上が拘束されていると発表した。
2008年7月10日のチベット自治区のバイマチリン常務副主席の記者会見を報道した新華社通信によると、3月14日のラサ市暴動での逮捕者は953人、うち362人が自首、116人が裁判中であり、4月29日に30人の裁判が結審し、最も軽い者で懲役3年、重い者で無期懲役が言い渡され、6月19日・20日に12人の裁判が結審し、放火、窃盗、社会秩序騒乱罪、国家機関襲撃罪など19の罪状が認定された。

## 各国の反応

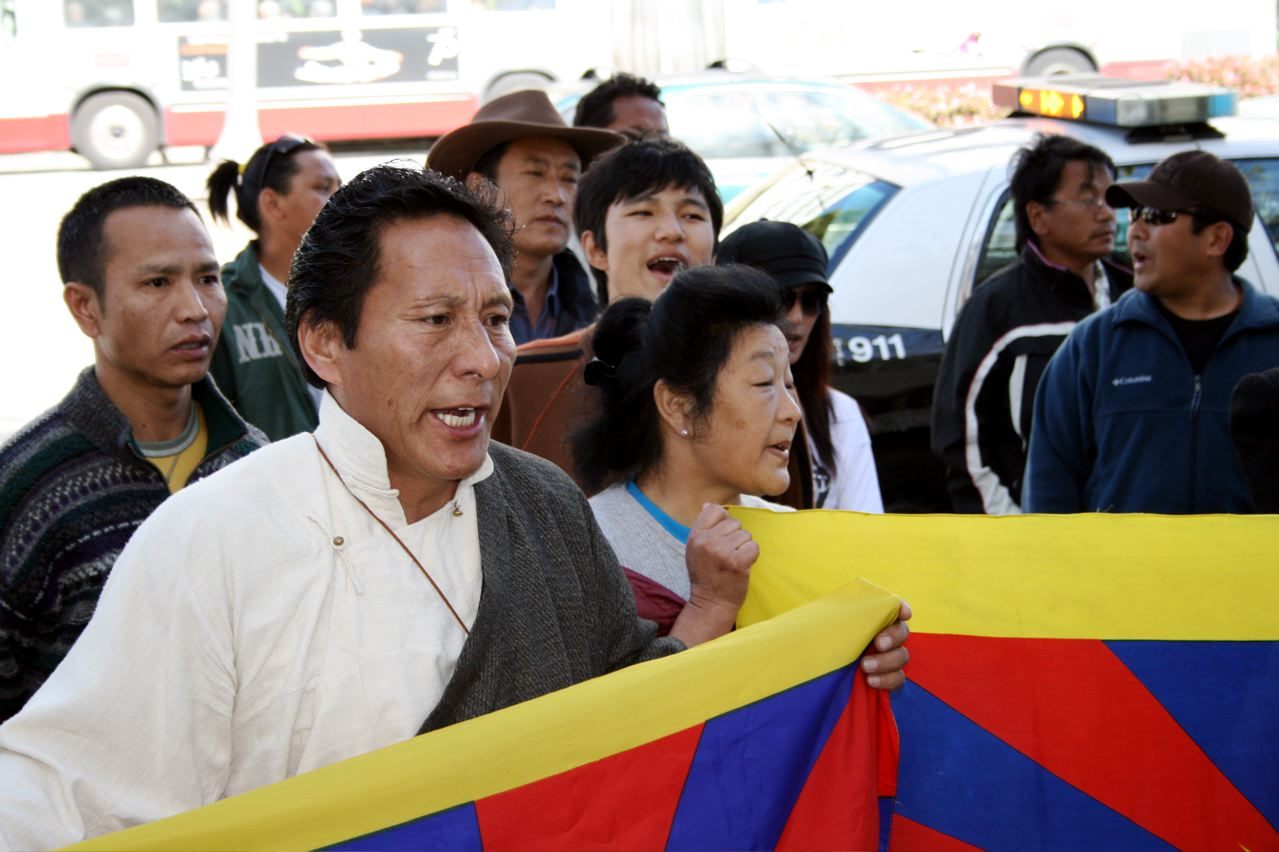
中国領事館外から抗議する人々（アメリカ・サンフランシスコ）

- 2008年3月19日に台北市内で開かれたチベット支援団体の集会には、この暴動を自陣営への追い風と考えた民進党の謝長廷総統候補が参加し、「台湾が『一つの中国』の原則を受け入れ、国家ではないと承認してしまえば、台湾の地位や未来はチベットよりもさらに悲惨なものになるだろう」と述べたが、謝候補は大差で落選した。
- アメリカ合衆国下院外交委員会の共和党筆頭メンバーのイリーナ・ロスレイティネン議員は、中国のチベットでの住民や僧侶の弾圧を非難するとともに、米国務省が2008年度の世界人権報告書の「人権侵害国」の指定リストから中国を外したことを批判した。同議員は中国政府がチベット住民の基本的人権弾圧していると抗議する声明を出し、「中国当局がこの種の弾圧を続ければ、北京オリンピックの開催に悪影響が出る」と警告した。
- アメリカのペロシ下院議長は中国を強く非難し、3月19日にインドのダラムサラまでダライ・ラマ14世との会談のために赴いた。
- 日本の超党派国会議員でつくる「チベット問題を考える議員連盟」（枝野幸男代表）は中国チベット自治区での暴動に対する中国当局の取り締まり強化を非難する声明をまとめた。声明は「報道の自由がない中で、中国政府による一方的なプロパガンダや弾圧がなされている疑義を持たざるを得ない状況が悪化するなら、胡錦濤国家主席の訪日を到底歓迎できない状況になりかねない」としている。
- 2008年3月17日、ロシア外務省は、チベットは中国の不可分の領土であるとして中国当局による暴動鎮圧を支持し、北京五輪を政治問題化しようとする動き（五輪ボイコット）に対して批判的な見解を示した[22]。また、セルゲイ・ラブロフ外相はコソボ独立宣言がチベットでの暴動に影響しているとして、欧米各国の内、コソボ独立を承認した国々を非難した[23]。
- 新華社によると、セルビア、フィジー諸島、ザンビア、シエラレオネ、ベナン、カザフスタン、タジキスタン、キルギス、グルジア、モンゴル、ネパール、バングラデシュ、北朝鮮、シリアが中国当局の対応を支持している[24]。
- シンガポール外務省が「中国政府の行動を支持、五輪政治化を反対」と宣言した。
- ブラジル政府が「中国の統一を支持」の立場を発表した。

抗議活動が盛んな時期には北京五輪開会式への出席拒否を示唆する首脳もいたが、北京五輪開会式には多数の国家首脳が出席した。その後、北京五輪の終了とともに暴動への国際社会の関心は急速に失われて行った。

## 欧州

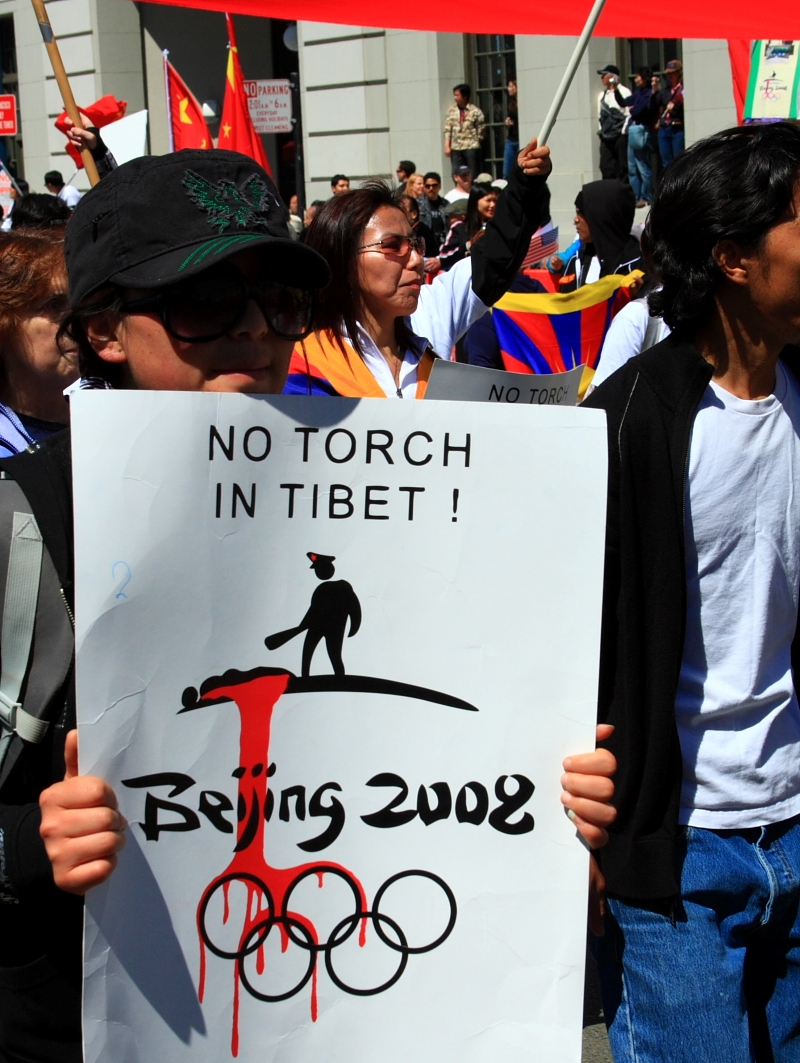
世界各地で開催されたた抗議デモ

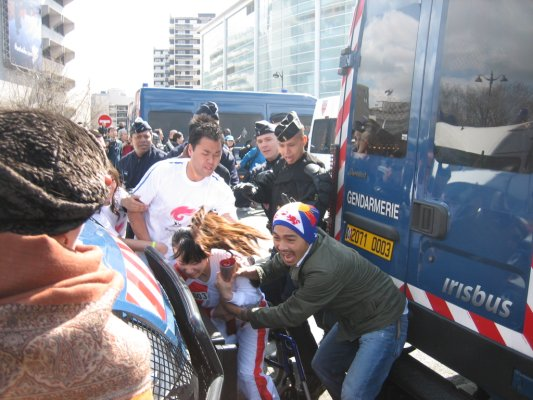
身障者としてパリの聖火リレーに参加した金晶はチベット人暴徒とされる男 から聖火を護り抜いた事で一躍中国国民にとって英雄となった。

チベット亡命政府を支援する国境なき記者団が、オリンポス山での聖火採火式への乱入をしたことにより一連の聖火リレー妨害行動が始まった。
2008年3月29日、ドイツのミュンヘン、カナダのトロント、カルガリー、バンクーバー、モントリオール、ニュージーランドのオークランド、スウェーデンのストックホルムで、数多くの中国留学生と海外華僑が、欧米マスコミによる偏向報道に抗議し、チベット暴動への反対、平和への支持、国家の統一維持を唱えて集会・デモを行った。
2008年4月6日ロンドンでの聖火リレーでは消火器で聖火を消そうと試みるものもいた。また翌日4月7日には、パリでもロンドン同様、警官隊と抗議行動の参加者の間でもみ合いなどが起こり、混乱を避けるため少なくとも3回、聖火を消してバスで移動するなど、リレーを中断させるなどし、執拗な妨害行為を行った。

### インド・ネパール
チベット難民が流入し続けているネパールでは、中国大使館などに対して、チベット青年会議メンバーのチベット難民が抗議活動を繰り広げた。これに対して中国の支援を受けていたネパールは治安部隊を投入して鎮圧を行い、その激しさは中国での弾圧の様子と誤解した米国のFOXニュースが誤ったキャプションを付けて報道したほどだった。
インド政府はダライ・ラマ14世を客人として迎え、ダラムサラ周辺での自治を認めているが、一方で中印関係改善以降はダライ・ラマ14世とチベット亡命政府の反中国的な政治活動を認めなくなった立場から、チベット青年会議メンバーによるニューデリーの中国大使館への突入や聖火リレーへの妨害に際して徹底した鎮圧を行った。

### 日本

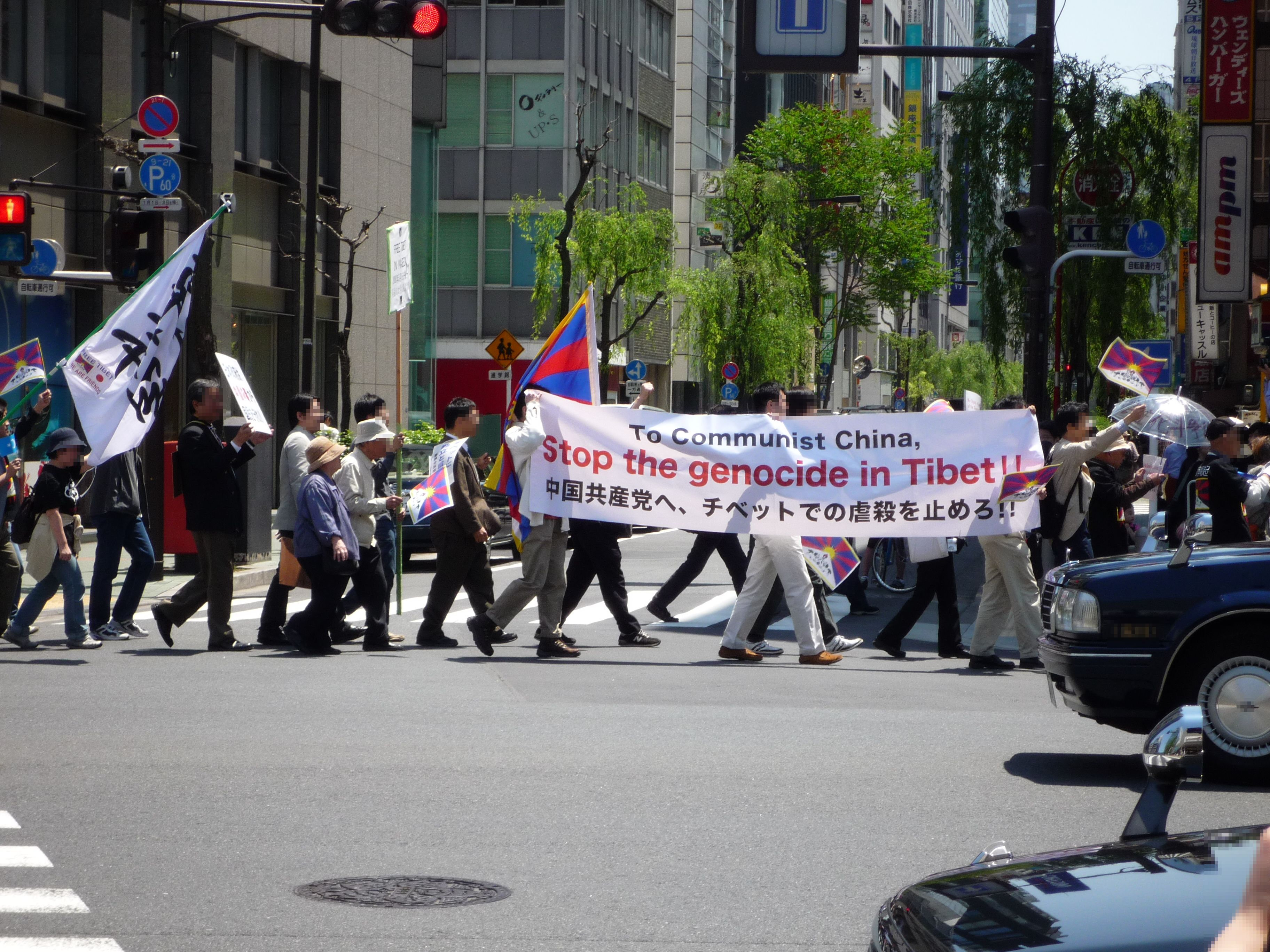
同上。「Stop the genocide in Tibet」和訳「中国共産党へ。チベットでの虐殺を止めろ」

日本でのチベット独立支持を呼びかける運動は、主にオフ会の延長としてインターネット上で広まり、4月26日に長野で行われた北京五輪聖火リレーでは多数の日本人が抗議活動を行った。
また、善光寺が、チベットでの仏教徒を含む、民衆への弾圧に抗議して寺域の聖火リレーの行事への関与を禁じるとともに、聖火リレーの時間に合わせてチベット騒乱の犠牲者（中国人およびチベット人双方の犠牲者）への追悼法要を実施した。
しかし、聖火を「護衛」するために中国大使館・領事館の連絡網を通じて日本各地から動員された多数の中国人留学生グループが、コース沿道を埋め尽くすように配置され、聖火リレーの出発地点では関係者以外の日本人が立ち入り禁止とされた。
長野での聖火リレーでは、リレー走者の福原愛選手の前に飛び出して取り押さえられた台湾籍の無職の男、都内に住む無職の男と右翼団体構成員の3名が長野地方裁判所に起訴され、うち、2名に罰金刑が確定したが、右翼団体構成員は起訴猶予処分となった。

## 暴動の影響

### 中仏関係
中国本土では、抗議活動の中心にいると見られたフランスと、抗議活動を支持するかのような発言を繰り返したサルコジ大統領に対する反感が広まり、中国に展開するカルフールの支店が不買運動や営業妨害活動の標的となったため、中国との関係修復を急いだフランスのサルコジ大統領はポンスレ上院議長を特使として派遣して、中国への謝罪を行った。
しかし、フランス国内の反サルコジ勢力によって、この一件が非難されたため、2008年12月ポーランドにてサルコジ大統領はダライ・ラマ14世と会見せざるを得ない状況に追い込まれた。これに反発した中国政府によって、サルコジ自身が2007年11月に訪中した際に取り付けた、エアバス160機、原子炉2基など計200億ユーロに上る大型商談がキャンセルされる危機に直面した。

### 直接対話の再開と中断
その後、北京五輪開催を前にして、米国をはじめとする諸国からの対話のすすめを受けて、2008年4月25日に中国政府はダライ・ラマ14世に直接対話の再開を呼びかけた。
ダライ・ラマ14世は、チベットにおける「高度な自治」「中華人民共和国憲法で保障されている完全な自治」を求めている事を主張したが、チベット亡命政府内の急進独立派であるチベット青年会議が組織したデモの参加者は、チベットの自由解放、独立を求めるスローガンを唱えていたため、中国新華社通信は、チベット独立はもちろん「高度自治」も容認できないとする中国政府の立場を伝えるなど、チベット亡命政府と中国政府との対話は、当初から困難なものとなる事が予想されていた。
5月4日に中共統一戦線部の朱維群副部長が中国側の代表として、チベット亡命政府を代表するロディ・ギャリ(Lodi Gyari)、ケルサン・ギャルツェン(Kelsang Gyaltsen)両特使との会談に臨み、両者の直接対話は7月1日・10月30日と三次にわたって続けられたが、両者の交渉は全く進展せずに終了した。

### ダラムサラ
3月10日のデモが暴動に変化して行く中でダライ・ラマ14世が取った穏健な態度は、急進的に独立を強く願う亡命チベット人社会、チベットを支援した世界の人々の間で不満を与えた。
ダライ・ラマ14世は、対話(中道)路線放棄の是非と、自らの指導権を再確認するために、11月17日に亡命チベット人の臨時総会を開き、中国との対話で自治の獲得を目指す「中道路線」の条件付き継続(中国側の対応によっては独立要求を含めて検討に入る)と、ダライ・ラマ14世の指導権を再確認した。

### 中国チベット自治区
2009年1月19日のチベット自治区人民代表大会において、1959年のダライ・ラマ14世のインド逃亡後にチベットが中国に接収された事で、「それまで貴族に所有されていた農奴達が解放された事を記念する」として、3月28日を「農奴解放記念日」とする事を採択した。これに対してチベット亡命政府は「農奴解放」という言葉を使う事こそが侵略を正当化し、チベット人の感情を傷つけるものだとし、これに反対し、双方のプロパガンダ合戦の様相を呈している。